# Дхаливал, Нирпал Сингх
Нирпал Сингх Дхаливал (англ. Nirpal Singh Dhaliwal; род. 1974, Грифорд) — британский журналист и писатель.
Родился в семье эмигрантов из Пенджаба. Окончил Ноттингемский университет со степенью бакалавра по английскому и американской литературе. Затем работал журналистом на радио «Би-би-си». В 2006 году начал работать обозревателем для Daily Mail и Mail on Sunday. В том же году вышел в свет дебютный роман Дхаливала, Tourism, который получил противоречивые отзывы критиков.
По данным на 2015 год живёт в Нью-Дели и работает внештатным журналистом. Пишет для The Times, The Guardian, Daily Mail и Evening Standard.
В 2000 году, в период работы журналистом на «Би-би-си», познакомился с Лиз Джонс, в то время главным редактором журнала Marie Claire. Пара поженилась в 2002 году и развелась в 2007 году.